# Pallenis
Genre
Classification phylogénétique
Pallenis est un genre de plante à fleurs de la famille des Astéracées (ou Composées). Il comporte quelques espèces essentiellement méditerranéennes - l'une d'elles s'étendant toutefois du Maghreb au Pakistan Occidental - autrefois classées dans le genre Asteriscus, entre autres.
Noms français possibles : pallénis, astérolide.

## Description
Comme dans toutes les Astéracées, les fleurs (ou fleurons) sont groupées en un capitule entouré d'un involucre de bractées. Elles sont de couleur jaune, les périphériques ligulées, celles du disque central tubulées. Les feuilles, simples, sont alternes, plus ou moins lancéolées. Les bractées extérieures, semblables aux feuilles supérieures, se terminent par une pointe ou par une épine (Pallenis spinosa). Les fruits extérieurs sont ailés et comportent une courte aigrette de poils écailleux ; les intérieurs, velus, ne présentent pas ces ailes et ont une aigrette plus longue; quant aux fruits de la partie moyenne du réceptacle, ils ont des caractères intermédiaires entre les extérieurs et les intérieurs.

## Espèces (les plus courantes)
- Pallenis maritima (L.) Greuter, syn. Asteriscus maritimus, Buphthalmum maritimum.
- Pallenis spinosa (L.) Cass., syn. Asteriscus spinosus (L.) Sch. Bip., Asteriscus spinosus subsp. spinosus, Athalmum spinosum, Bubonium spinosum (L.)Samp., Buphthalmum spinosum, Pallenis croatica Graebn., Pallenis spinosa subsp. aurea (Pomel) Nyman, Pallenis spinosa subsp. spinosa (L.) Cass..
- Pallenis hierochuntica (Michon) Greuter, syn. Asteriscus hierochunticus, Saulcya hierochuntica, Asteriscus pygmaeus (DC.) Coss. & Dur., Asteriscus aquaticus (L.) Less. subsp. nanus,  Asteriscus nanus (Boiss.) Nyman. Parfois surnommé, avec Anastatica hierochuntica - et à tort,  « Rose de Jéricho ».

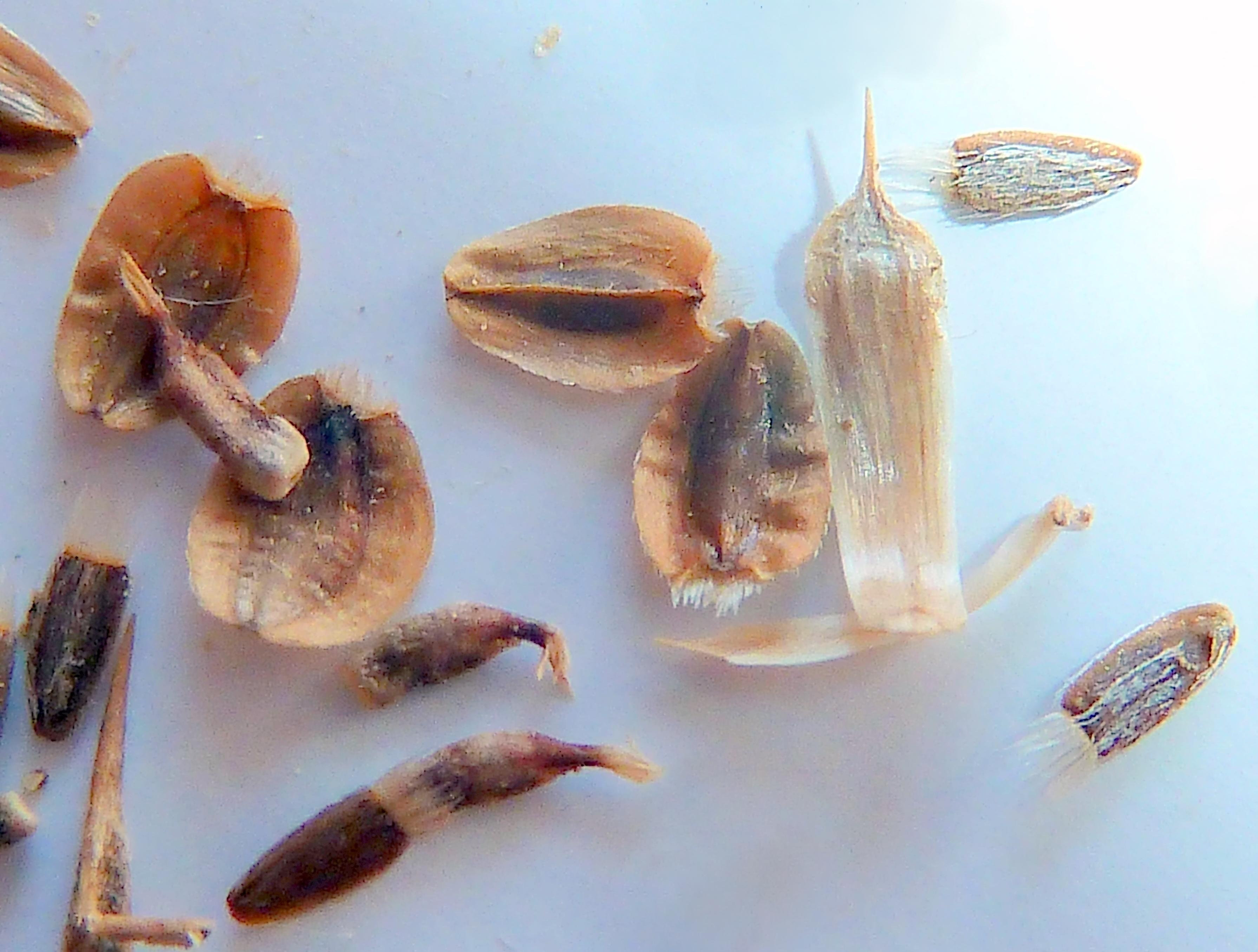
Pallenis spinosa : fruits internes, externes, écaille du réceptacle et bractée interne.
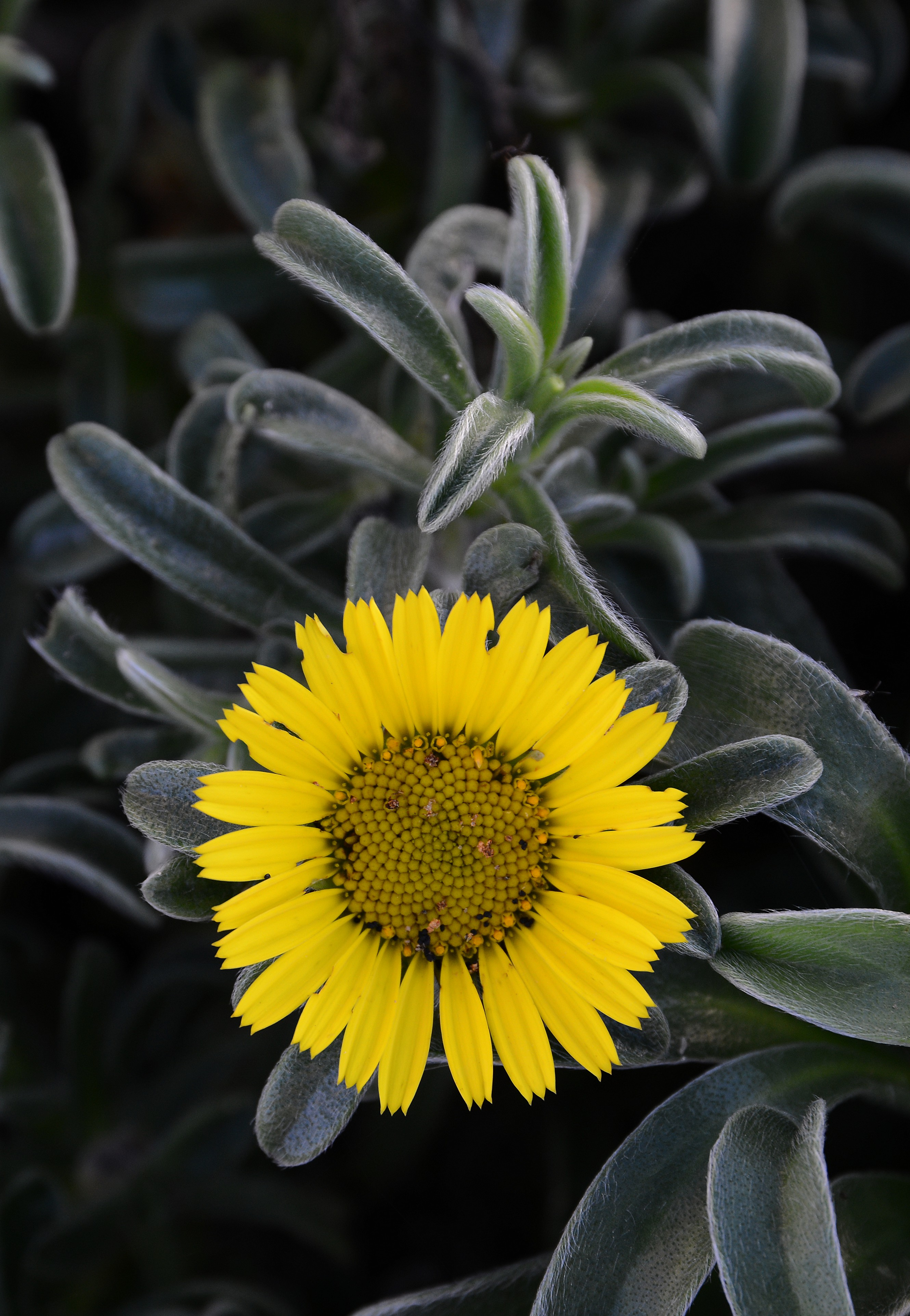
Fleur de Pallenis maritima.